# 埃加特斯群島海戰
埃加特斯群島海戰於前241年3月10日發生於西西里島西邊的埃加特斯群島（拉丁語：Aegates Insulae，現埃加迪群島；或 ，現法維尼亞納島）海面。這是第一次布匿戰爭中羅馬共和國與迦太基的一場海戰。這場戰役由羅馬人獲勝，結束了第一次布匿戰爭。